# Wietnam na Letnich Igrzyskach Olimpijskich 2024
Wietnam na Letnich Igrzyskach Olimpijskich 2024 – występ kadry sportowców reprezentujących Wietnam na igrzyskach olimpijskich, które odbyły się w Paryżu we Francji, w dniach 26 lipca – 11 sierpnia 2024.
Reprezentacja Wietnamu liczyła szesnaścioro zawodników – dwanaście kobiet i czterech mężczyzn, którzy wystąpili w 11 dyscyplinach.
Był to siedemnasty start Wietnamu na letnich igrzyskach olimpijskich.

## Reprezentanci

### Badminton
| Zawodnik         | Konkurencja | Faza grupowa     | Faza grupowa     | Faza grupowa     | Faza grupowa     | Faza grupowa | 1/8 finału       | Ćwierćfinały     | Półfinały        | Finał            | Finał | Źródło |
| Zawodnik         | Konkurencja | Przeciwnik Wynik | Przeciwnik Wynik | Przeciwnik Wynik | Przeciwnik Wynik | Poz.         | Przeciwnik Wynik | Przeciwnik Wynik | Przeciwnik Wynik | Przeciwnik Wynik | Poz.  | Źródło |
| ---------------- | ----------- | ---------------- | ---------------- | ---------------- | ---------------- | ------------ | ---------------- | ---------------- | ---------------- | ---------------- | ----- | ------ |
| Lê Đức Phát      | singel (m)  | Roth W 2:0       | Prannoy P 1:2    | —                | —                | 2.           | NQ               | NQ               | NQ               | NQ               | 14.   | [ 1 ]  |
| Nguyễn Thùy Linh | singel (k)  | Ho W 2:1         | Zhang P 0:2      | —                | —                | 2.           | NQ               | NQ               | NQ               | NQ               | 14.   | [ 2 ]  |

### Boks
| Zawodnik       | Konkurencja | 1/16             | 1/8              | Ćwierćfinał      | Półfinał         | Finał            | Finał   | Źródło |
| Zawodnik       | Konkurencja | Przeciwnik Wynik | Przeciwnik Wynik | Przeciwnik Wynik | Przeciwnik Wynik | Przeciwnik Wynik | Miejsce | Źródło |
| -------------- | ----------- | ---------------- | ---------------- | ---------------- | ---------------- | ---------------- | ------- | ------ |
| Hà Thị Linh    | -60 kg (k)  | Epenisa W 5-0    | Wenlu P 0-5      | NQ               | NQ               | NQ               | 9.      | [ 3 ]  |
| Võ Thị Kim Ánh | -54 kg (k)  | Preeti P 0-5     | NQ               | NQ               | NQ               | NQ               | 17.     | [ 4 ]  |

### Judo
| Zawodnik       | Konkurencja | 1/16             | 1/8              | Ćwierćfinał      | Półfinał         | Repasaże         | Finał / 3. miejsce | Finał / 3. miejsce | Źródła |
| Zawodnik       | Konkurencja | Przeciwnik Wynik | Przeciwnik Wynik | Przeciwnik Wynik | Przeciwnik Wynik | Przeciwnik Wynik | Przeciwnik Wynik   | Pozycja            | Źródła |
| -------------- | ----------- | ---------------- | ---------------- | ---------------- | ---------------- | ---------------- | ------------------ | ------------------ | ------ |
| Hoàng Thị Tình | -48 kg (k)  | Bedioui P 0-1    | NQ               | NQ               | NQ               | NQ               | NQ                 | 17.                | [ 5 ]  |

### Kajakarstwo
Kajakarstwo klasyczne
| Zawodnik         | Konkurencja   | Eliminacje | Eliminacje | Ćwierćfinały | Ćwierćfinały | Półfinały | Półfinały | Finał A/B | Finał A/B | Pozycja | Źródło |
| Zawodnik         | Konkurencja   | Czas       | Pozycja    | Czas         | Pozycja      | Czas      | Pozycja   | Czas      | Pozycja   | Pozycja | Źródło |
| ---------------- | ------------- | ---------- | ---------- | ------------ | ------------ | --------- | --------- | --------- | --------- | ------- | ------ |
| Nguyễn Thị Hương | C-1 200 m (k) | 49.74      | 6. QF      | 49.09        | 6.           | NQ        | NQ        | NQ        | NQ        | 24.     | [ 6 ]  |

### Kolarstwo
| Zawodnik        | Konkurencja                    | Czas    | Pozycja | Źródło |
| --------------- | ------------------------------ | ------- | ------- | ------ |
| Nguyễn Thị Thật | wyścig ze startu wspólnego (k) | 4:10,47 | 73.     | [ 7 ]  |

### Lekkoatletyka
| Zawodnik         | Konkurencja       | Runda 1  | Runda 1 | Runda 2  | Runda 2 | Półfinał | Półfinał | Finał    | Finał   | Pozycja | Źródło |
| Zawodnik         | Konkurencja       | Rezultat | Pozycja | Rezultat | Pozycja | Rezultat | Pozycja  | Rezultat | Pozycja | Pozycja | Źródło |
| ---------------- | ----------------- | -------- | ------- | -------- | ------- | -------- | -------- | -------- | ------- | ------- | ------ |
| Trần Thị Nhi Yến | bieg na 100 m (k) | 11,81    | 9.      | 11,79    | 59.     | NQ       | NQ       | NQ       | NQ      | 59.     | [ 8 ]  |

### Łucznictwo
| Zawodnik                         | Konkurencja       | Runda rankingowa | Runda rankingowa | 1/32             | 1/16             | 1/8              | Ćwierćfinały     | Półfinały        | Finał            | Finał   | Źródło       |
| Zawodnik                         | Konkurencja       | Wynik            | Miejsce          | Przeciwnik Wynik | Przeciwnik Wynik | Przeciwnik Wynik | Przeciwnik Wynik | Przeciwnik Wynik | Przeciwnik Wynik | Pozycja | Źródło       |
| -------------------------------- | ----------------- | ---------------- | ---------------- | ---------------- | ---------------- | ---------------- | ---------------- | ---------------- | ---------------- | ------- | ------------ |
| Đỗ Thị Ánh Nguyệt                | indywidualnie (k) | 648              | 37.              | Fallah P 5-6     | NQ               | NQ               | NQ               | NQ               | NQ               | 31.     | [ 9 ]        |
| Lê Quốc Phong                    | indywidualnie (m) | 652              | 47.              | Olaru P 0-6      | NQ               | NQ               | NQ               | NQ               | NQ               | 33.     | [ 10 ]       |
| Đỗ Thị Ánh Nguyệt, Lê Quốc Phong | mikst             | 1300             | 24.              | NQ               | NQ               | NQ               | NQ               | NQ               | NQ               | 24.     | [ 9 ] [ 10 ] |

### Pływanie
| Zawodnik         | Konkurencja             | Eliminacje | Eliminacje | Półfinał | Półfinał | Finał | Finał | Źródło |
| Zawodnik         | Konkurencja             | Czas       | Poz.       | Czas     | Poz.     | Czas  | Poz.  | Źródło |
| ---------------- | ----------------------- | ---------- | ---------- | -------- | -------- | ----- | ----- | ------ |
| Nguyễn Huy Hoàng | 800 m st. dowolnym (m)  | 8:08,39    | 28         | NQ       | NQ       | NQ    | 28.   | [ 11 ] |
| Nguyễn Huy Hoàng | 1500 m st. dowolnym (m) | 15:18,63   | 21         | NQ       | NQ       | NQ    | 21.   | [ 11 ] |
| Võ Thị Mỹ Tiên   | 200 m st. zmiennym (k)  | 2:17,18    | 27         | NQ       | NQ       | NQ    | 27.   | [ 12 ] |

### Podnoszenie ciężarów
| Zawodnik       | Konkurencja | Rwanie | Rwanie  | Podrzut | Podrzut | Razem | Pozycja | Źródło |
| Zawodnik       | Konkurencja | Wynik  | Pozycja | Wynik   | Pozycja | Razem | Pozycja | Źródło |
| -------------- | ----------- | ------ | ------- | ------- | ------- | ----- | ------- | ------ |
| Trịnh Văn Vinh | -61 kg (m)  | 128    | DNF     | DNF     | DNF     | DNF   | DNF     | [ 13 ] |

### Strzelectwo
| Zawodnik          | Konkurencja                     | Kwalifikacje | Kwalifikacje | Półfinał | Półfinał | Finał | Finał   | Źródło |
| Zawodnik          | Konkurencja                     | Wynik        | Pozycja      | Wynik    | Pozycja  | Wynik | Pozycja | Źródło |
| ----------------- | ------------------------------- | ------------ | ------------ | -------- | -------- | ----- | ------- | ------ |
| Lê Thị Mộng Tuyền | karabin pneumatyczny, 10 m (k)  | 621.1        | 40.          | NQ       | NQ       | NQ    | 40.     | [ 14 ] |
| Trịnh Thu Vinh    | pistolet pneumatyczny, 10 m (k) | 578-26x      | 4.           | —        | —        | 198.6 | 4.      | [ 15 ] |
| Trịnh Thu Vinh    | pistolet sportowy, 25 m (k)     | 587-25x      | 4.           | —        | —        | 16    | 7.      | [ 15 ] |

### Wioślarstwo
| Zawodnik     | Konkurencja    | Eliminacje | Eliminacje | Repasaż | Repasaż | Ćwierćfinały | Ćwierćfinały | Półfinały C/D | Półfinały C/D | Finał D | Finał D | Miejsce | Źródło |
| Zawodnik     | Konkurencja    | Czas       | M.         | Czas    | M.      | Czas         | M.           | Czas          | M.            | Czas    | M.      | Miejsce | Źródło |
| ------------ | -------------- | ---------- | ---------- | ------- | ------- | ------------ | ------------ | ------------- | ------------- | ------- | ------- | ------- | ------ |
| Phạm Thị Huệ | jedynka kobiet | 8:03,84    | 4.         | 8:00,97 | 2.      | 7:56,96      | 6.           | 8:22,85       | 6.            | 7:47,84 | 5.      | 23.     | [ 16 ] |